# Wojciech Baran-Kozłowski
Wojciech Baran-Kozłowski (ur. 1976) – polski historyk, mediewista oraz prawnik.

## Życiorys
Absolwent historii Uniwersytetu im. Adama Mickiewicza, doktorat tamże w 2001 (Arcybiskup gnieźnieński Henryk Kietlicz (1199–1219). Działalność kościelna i polityczna, promotor: Tomasz Jasiński), habilitacja w 2010 tamże (Kronika świata Mariana Szkota. Studium źródłoznawcze) oraz prawa na Wydziale Prawa i Administracji UAM (2014). W latach 2003–2023 zatrudniony w Uniwersytecie Jana Kochanowskiego w Kielcach, w latach 2016-2019 prodziekan Wydziału Filologiczno-Historycznego Filii Uniwersytetu Jana Kochanowskiego w Piotrkowie Trybunalskim. Od 2024 r. Prorektor ds. nauki i rozwoju Akademii Piotrkowskiej.
Stypendysta Fundacji na rzecz Nauki Polskiej (2006, 2007), Fundacji z Brzezia Lanckorońskich (2008), Ministerstwa Nauki i Szkolnictwa Wyższego dla wybitnych młodych naukowców (2007-2010). Laureat nagrody Fundacji im. Aleksandra Gieysztora za książkę Arcybiskup gnieźnieński Henryk Kietlicz (1199-1219). Działalność polityczna i kościelna, Poznań 2005 (2007) oraz nagrody I stopnia Rektora UJK za rozprawę habilitacyjną (2010).

## Wybrane publikacje
- Akt ponowienia prawa miejskiego Piotrkowa 8 czerwca 1404 roku przez króla Władysława Jagiełłę wydany na zjeździe w Inowłodzu, oprac. i red. Marcin Gąsior, tł. Edward Alfred Mierzwa, Wojciech Baran-Kozłowski, Piotrków Trybunalski: Muzeum 2004.
- Arcybiskup gnieźnieński Henryk Kietlicz (1199–1219): działalność kościelna i polityczna, Poznań: Wydawnictwo Poznańskie 2005.
- Kronika świata Mariana Szkota: studium źródłoznawcze, Poznań: Wydawnictwo Poznańskie 2009.
- Dziedziczenie ustawowe w Polsce, Piotrków Trybunalski: Wydawnictwo Instytutu Historii i Stosunków Międzynarodowych UJK 2014.
- Misje pruskie w pierwszej połowie XIII wieku, Piotrków Trybunalski: Wydawnictwo Instytutu Historii i Stosunków Międzynarodowych UJK 2018.